# Carmelo Amas
Carmelo Amas Méndez (Zumaya, Guipúzcoa, España; 3 de agosto de 1943) es un exfutbolista español. Jugaba de delantero y su primer club fue la Real Sociedad.

## Biografía
Carmelo Amas nació en 1943 en Zumaya (Provincia de Guipúzcoa). Su padre era mecánico naval en esta localidad costera. Su madre era natural de la localidad asturiana de Pola de Siero. En su juventud el joven Carmelo fue aprendiz de fresador y tornero, pero lo dejó por el fútbol profesional.

### Inicios de su carrera
Al igual que otros tantos talentos de la cantera guipuzcoana Amas se inició en el fútbol playero. Fue descubierto por el técnico Javier Expósito, quien le fichó para el Añorga juvenil cuando tenía sólo 15 años de edad, tras haber jugado dos años con los playeros del Colegio San Ignacio de los Jesuitas de San Sebastián. En dos meses pasó de jugar en la playa a ser la figura en la Copa Presidente de Juveniles, cuya final ganó el Añorga en 1959. Amas recibió ofertas de varios clubes de Primera División, pero se decantó por fichar por la Real Sociedad, aunque siguió en la plantilla del Añorga hasta acabar su edad de juvenil.

### Primera etapa en la Real Sociedad
Llegó al equipo donostiarra para jugar en su filial, durante la campaña 1961-62. Para entonces Amas ya había sido internacional de la categoría juvenil, al lado de hombres como Guedes, Gallego y Oliveros, en el Campeonato de Europa disputado en Portugal. Por aquel entonces, el filial de la Real Sociedad, conocido como San Sebastián CF estaba en la Segunda División. Amas estuvo solo una temporada en el filial txuri-urdin, ya que al finalizar la campaña 1961-62, la Real Sociedad descendió a Segunda División y en su caída arrastró al "Sanse" a Tercera División. El club donostiarra en una grave crisis económica y deportiva, tuvo que recomponer su plantilla de cara a la temporada 1962-63 en Segunda, utilizando para ello un buen número de jugadores que se habían desempeñado la temporada anterior en esa misma categoría con el Sanse, entre ellos Amas. 
Comenzó en 1962 jugando para la Real Sociedad. Jugó para ese equipo hasta 1965, siempre en Segunda División. En ese año se pasó a las filas del RCD Espanyol. La Real Sociedad, con necesidades económicas, vendió al jugador por 2 millones de pesetas. 

### Carrera en el Espanyol
Amas permaneció durante 7 temporadas en el RCD Espanyol de Barcelona, entre 1965 y 1972. Salvo lesiones puntuales, todos los entrenadores que pasaron por el Espanyol durante esos años le confiaron la titularidad y fue el dueño del extremo derecho del ataque perico durante esos años. La única excepción fue Ferdinand Daucik durante la temporada 1970-71, que le relegó a la suplencia. Durante esas temporadas Amas se hizo con un pequeño hueco en la historia del Espanyol como uno de los integrantes de la delantera conocida como de "los Cinco Delfines". 
Cuando Amas llegó al Espanyol el club llevaba unos años bastante difíciles. Venía de sufrir un dramático descenso a Segunda División en 1962 (el primero de su historia). Aunque había logrado ascender de nuevo en 1963, lo había logrado venciendo en una dramática promoción; y un año más tarde había sobrevivido a otra promoción (esta de descenso) con éxito. La temporada 1964-65, con un equipo muy reforzado, el Espanyol había seguido pasando apuros.
El 12 de septiembre de 1965 Amas debutaba con el Espanyol en partido oficial y también en partido de la Primera División. Fue un Espanyol-Zaragoza (1:1). La temporada siguió en derroteros similares, el equipo anduvo en la mitad de la tabla, pero un mal final de temporada estuvo a punto de dejar al club en puestos de promoción o descenso. En su primera campaña compartió ataque con un veterano Di Stéfano, que aquella misma temporada colgaría las botas. Esa temporada Amas marcó un hat trick al Fotbal Club Brașov en la Copa de Ferias (3:1), permitiendo este resultado al Espanyol clasificarse para cuartos de final, donde fue eliminado por el FC Barcelona.
Los mayores momentos de gloria con el Espanyol, los vivió Carmelo en la campaña 1.966-67, como integrante de la célebre delantera de los "Cinco Delfines", que se formó durante esa campaña. Tras años de sequía futbolística, el espanyolismo comenzó a ver luz al final del túnel y se volvió a ilusionar con ese equipo. La llegada de Marcial y Cayetano Re esa temporada significaron un notable salto de calidad para la plantilla que de la mano del nuevo técnico, el húngaro Janos Kalmar, desplegó un espléndido juego de marcado carácter ofensivo. Los otros tres integrantes de aquella delantera fueron el propio Amas, José María y  Rodilla. Amas portaba el número 7 en aquella delantera. Los pupilos de Kalmar igualaron el mejor puesto histórico del Espanyol en aquella temporada, quedando terceros, solo por detrás de Real Madrid y FC Barcelona.

Amas estuvo en el Espanyol hasta 1972. En ese año regresó a la Real Sociedad, club en el cual se retiró en 1975.

## Carrera como técnico
Al acabar la temporada 1975/76 finalizó el contrato de Carmelo Amas como futbolista de la Real Sociedad. El jugador, a un mes de cumplir los 34 años de edad, decidió colgar las botas. Sin embargo siguió vinculado al fútbol y a la Real Sociedad, ya que a partir de ese momento se hizo cargo de su equipo juvenil como entrenador.
Carmelo Amas siguió siendo entrenador del primer equipo juvenil de la Real Sociedad durante más de dos décadas, hasta 1999. En este periodo fue una pieza clave en el organigrama de formación de jugadores de la Real y por sus manos pasaron futuras estrellas del equipo txuri-urdin y varios jugadores internacionales. Durante la temporada 1990-91 se hizo cargo provisionalmente del primer equipo de la Real Sociedad, formando tándem curiosamente con Javier Expósito, quien había sido su descubridor en la década de 1950. La pareja Expósito-Amas dirigió a la Real durante 20 partidos, aunque el que figuraba como primer entrenador era Expósito y no Amas. Entre ambos consiguieron enderezar el rumbo de la Real Sociedad esa temporada y salvarla del descenseo. Además obtuvieron como inesperado premio un récord que todavía no ha igualado el equipo txuri-urdin, el de ganar en la misma temporada a domicilio a Real Madrid, FC Barcelona y Valencia CF.
Como colofón a su labor al frente de los juveniles de la Real logró ganar la Copa de Campeones de División de Honor Juvenil (máxima competición de esta categoría en España) en dos ocasiones consecutivas, en las temporadas 1997-98 y 1998-99. En aquellos equipos jugaban jugadores como Joseba Llorente, Mikel Labaka, Gari Uranga, Igor Gabilondo o Sergio Francisco.

## Clubes
| Club          | País   | Año       |
| ------------- | ------ | --------- |
| Real Sociedad | España | 1962-1965 |
| RCD Espanyol  | España | 1965-1972 |
| Real Sociedad | España | 1972-1976 |

## Estadísticas
| Temporada              | Club                   | Categoría              | Liga  | Liga  | Copa  | Copa  | Europa | Europa | Total | Total |
| Temporada              | Club                   | Categoría              | Part. | Goles | Part. | Goles | Part.  | Goles  | Part. | Goles |
| ---------------------- | ---------------------- | ---------------------- | ----- | ----- | ----- | ----- | ------ | ------ | ----- | ----- |
| 1961/62                | San Sebastián CF       | Segunda División       | 16    | 4     | 4     | 0     | -      | -      | 20    | 4     |
| 1962/63                | Real Sociedad          | Segunda División       | 21    | 4     | 3     | 0     | -      | -      | 24    | 4     |
| 1963/64                | Real Sociedad          | Segunda División       | 23    | 6     | 5     | 1     | -      | -      | 28    | 7     |
| 1964/65                | Real Sociedad          | Segunda División       | 19    | 2     | 9     | 1     | -      | -      | 28    | 3     |
| 1965/66                | RCD Espanyol           | Primera División       | 23    | 7     | ¿?    | ¿?    | 4      | 3      | ¿?    | ¿?    |
| 1966/67                | RCD Espanyol           | Primera División       | 19    | 4     | ¿?    | ¿?    | -      | -      | ¿?    | ¿?    |
| 1967/68                | RCD Espanyol           | Primera División       | 26    | 6     | ¿?    | ¿?    | -      | -      | ¿?    | ¿?    |
| 1968/69                | RCD Espanyol           | Primera División       | 14    | 5     | ¿?    | ¿?    | -      | -      | ¿?    | ¿?    |
| 1969/70                | RCD Espanyol           | Segunda División       | 37    | 6     | ¿?    | ¿?    | -      | -      | ¿?    | ¿?    |
| 1970/71                | RCD Espanyol           | Primera División       | 13    | 0     | ¿?    | ¿?    | -      | -      | ¿?    | ¿?    |
| 1971/72                | RCD Espanyol           | Primera División       | 26    | 3     | ¿?    | ¿?    | -      | -      | ¿?    | ¿?    |
| 1972/73                | Real Sociedad          | Primera División       | 27    | 2     | 1     | 0     | -      | -      | 28    | 2     |
| 1973/74                | Real Sociedad          | Primera División       | 22    | 2     | 2     | 0     | -      | -      | 24    | 2     |
| 1974/75                | Real Sociedad          | Primera División       | 29    | 2     | 3     | 0     | 2      | 0      | 34    | 2     |
| 1975/76                | Real Sociedad          | Primera División       | 5     | 0     | 0     | 0     | 2      | 1      | 7     | 1     |
| Total RCD Espanyol     | Total RCD Espanyol     | Total RCD Espanyol     | 158   | 30    | 14    | 1     | 4      | 3      | 176   | 34    |
| Total Real Sociedad    | Total Real Sociedad    | Total Real Sociedad    | 146   | 18    | 23    | 2     | 4      | 1      | 173   | 21    |
| Total Primera División | Total Primera División | Total Primera División | 204   | 31    | 41    | 3     | 8      | 4      | 253   | 38    |
| Total carrera          | Total carrera          | Total carrera          | 320   | 52    | 41    | 3     | 8      | 4      | 369   | 59    |

Fuente: Web de la Real Sociedad. Estadísticas del jugador.
Fuente: Web www.bdfutbol.com 